# Helm Polde
Helm Polde er et 40 hektar stort flyvesandsområde i den sydlige del af den statsejede  Hønning Plantage, lige nordvest for Arrild mellem Skærbæk  og Toftlund i Tønder Kommune.   Det er en særegen natur på den sandede del af Toftlund Bakkeø, med  øer af gammelt flyvesand omgivet af plantage mod nord og intensivt dyrkede marker mod syd.  Plantagen domineres af smeltevandssand eller -grus nord for landevejen, medens flyvesand i form af en indsande dominerer i syd. Smeltevandsaflejringerne overlejres af flyvesand i mindre pletter i den nordlige del af plantagen.
Hedelyng og ene udgør de markante bevoksninger i dette fredede og ellers træløse område. Fra den nærliggende Hønning Plantage vandrer  krondyr ud på Helm Polde. Der er flere forholdsvis sjældne fugle i området, der spiller sammen med plantagen og Hønning Mose. Tranen har opholdt sig her i yngleperioden, og rødrygget tornskade ses også. hvepsevågen yngler i plantagen. 
Hele området Helm Polde (40 ha) blev fredet i 1952, og området er en del af Natura 2000-område nr. 93 Lindet Skov, Hønning Mose, Hønning Plantage og Lovrup Skov.

## Eksterne kilder og henvisninger
- Om Helm Polde på fredninger.dk
- Natura 2000-område nr. 93 Lindet Skov, Hønning Mose, Hønning Plantage og Lovrup Skov Arkiveret 5. februar 2017 hos  Wayback Machine

 ⋅

55°9′57.98″N 8°55′36.09″Ø / 55.1661056°N 8.9266917°Ø